# St. Hedwig (Jüterbog)

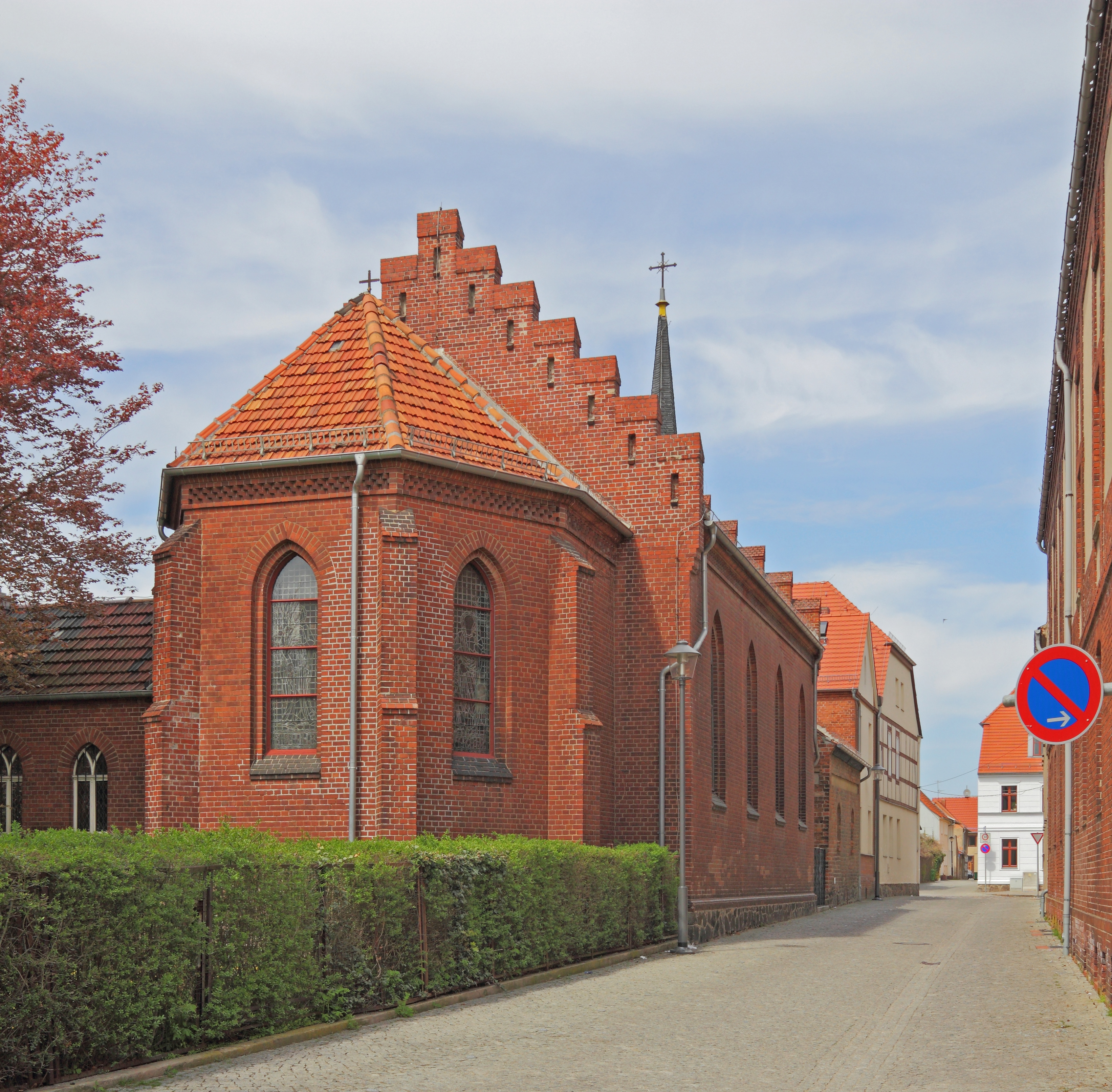
Hedwigskirche Jüterbog

Die Kirche Sankt Hedwig ist eine katholische Kirche in Jüterbog. Patronin ist Hedwig von Andechs, die Schutzheilige Schlesiens. Die Kirche liegt hinter dem Haus Große Straße 86, die Längsseite an der Schulstraße. Das Haus Große Straße 86 ist das Pfarr- und Gemeindehaus. Zwischen dem Pfarrhaus und der Kirche befindet sich die Tetzelkapelle, benannt nach dem Dominikaner Johann Tetzel, der 1517 in Jüterbog Ablassbriefe verkaufte.

## Geschichte
Seit der Reformation war Jüterbog eine evangelische Stadt. Im Jahr 1852 wurde eine katholische Missiongemeinde gegründet, die von Luckenwalde aus versorgt wurde. Die Messen wurden in Privathäusern gefeiert, ab 1861 auf dem Grundstück Große Straße 86 (damals hatte das Haus die Nummer 24). Ab 1863 war die Tetzelkapelle der Gottesdienstraum. Nach der Verlegung der Artillerie-Schießschule von Berlin nach Jüterbog wuchs die Anzahl der Katholiken rasch an. So entstand im Jahr 1893 die Kirche und wurde im selben Jahr geweiht. 1911 wurde die Gemeinde eine Kuratie. 1955 wurde die bauliche Verbindung von Kirche und Tetzelkapelle hergestellt. 1962 folgte die Errichtung der Pfarrei. Das jetzige Aussehen erhielt die Kirche bei einem Umbau in den Jahren 1980 bis 1982. 

## Beschreibung

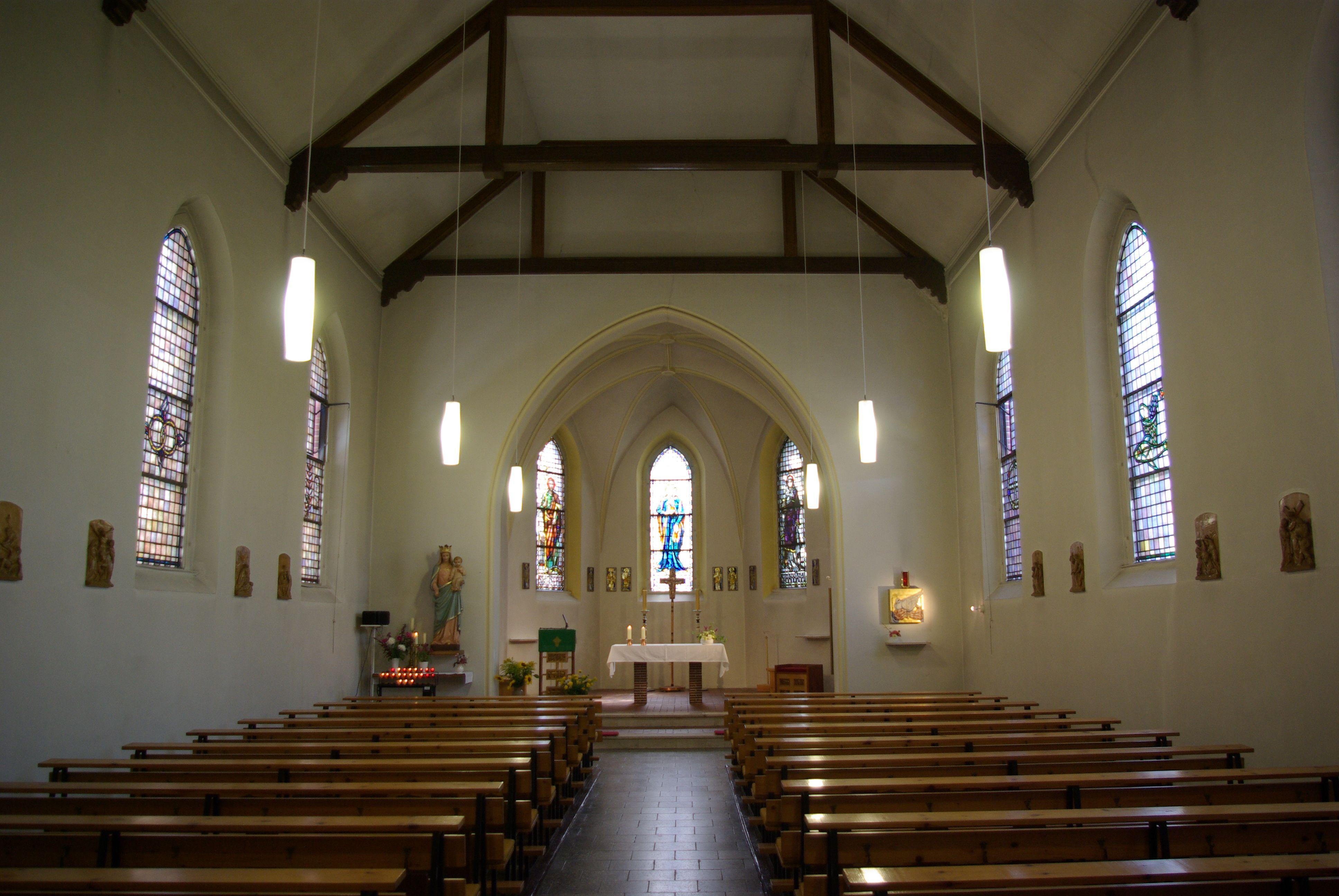
Das Innere der Kirche

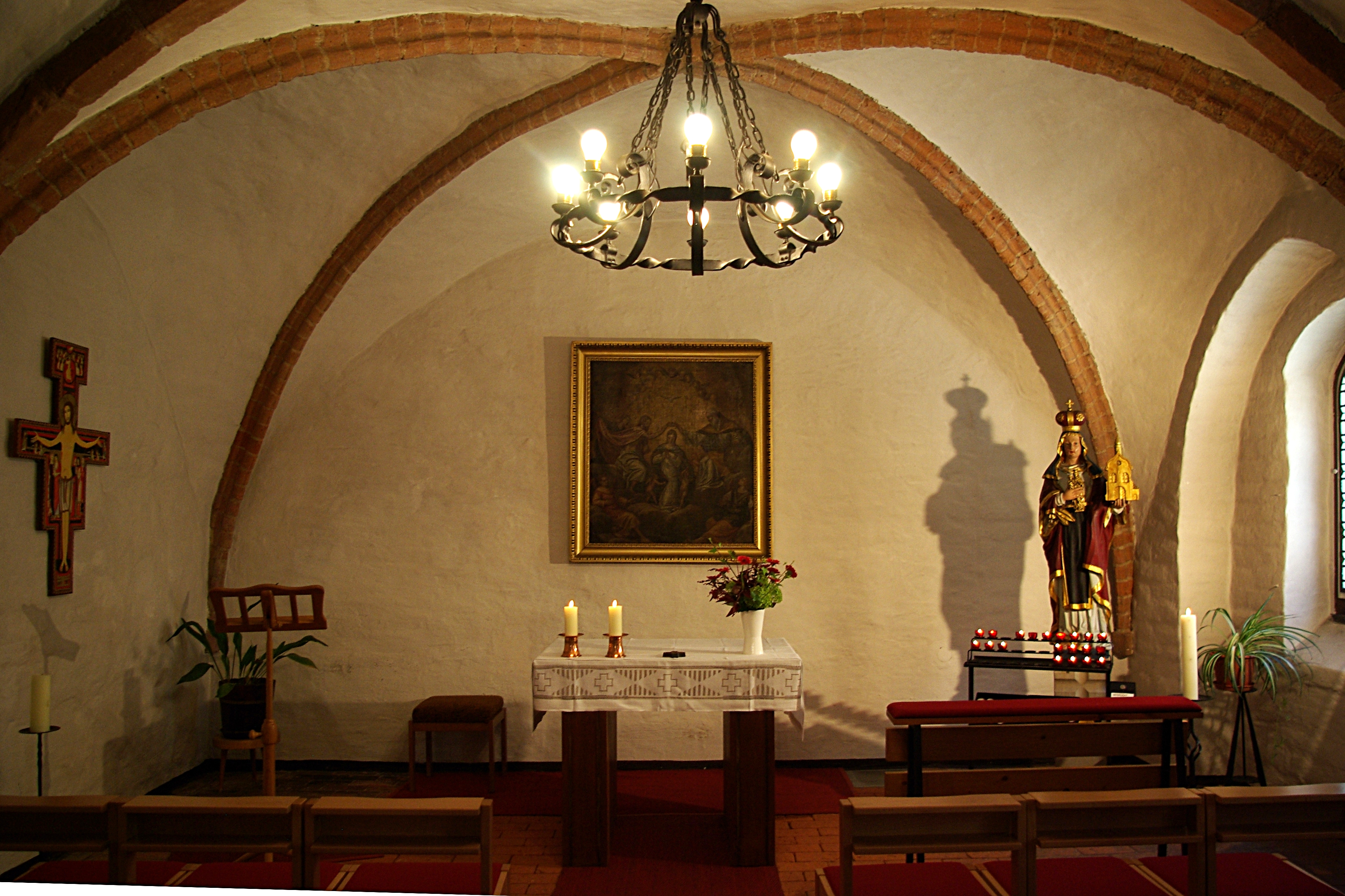
Das Innere der Tetzelkapelle

Die Kirche ist ein einschiffiger Saalbau, südlich schließt sich der Chor an. Westlich vom Chor liegt die Sakristei. Das Dachtragewerk im Kirchenschiff liegt teilweise offen, der Chor hat ein Kreuzrippengewölbe. Die Orgel wurde Ende des 19. Jahrhunderts von der Firma Ernst Röver gebaut. Das Instrument hat sieben Register auf einem Manual. Der Orgelprospekt hat neugotische Formen. 
Die drei Chorfenster zeigen die Heiligen Joseph, Hedwig und Barbara. Die Fenster wurden im Jahr 1940 von Egbert Lammers geschaffen. Die vorherigen Fenster waren 1933 von Hannes Schulz-Tattenbach gestaltet worden. Sie wurden von der Gemeinde als „unpassend und geschmacklos“ abgelehnt.

## Tetzelkapelle
Die Tetzelkapelle befindet sich zwischen dem Pfarrhaus und der Kirche, der Zugang ist von der Kirche aus möglich. Die Kapelle ist nach einem Brand im Jahr 1478 entstanden. Es ist ein spätgotischer Backsteinbau. Unter der Kapelle ist der mittelalterliche Keller erhalten geblieben. In der Kapelle befindet sich ein Gemälde aus dem 17. Jahrhundert, einer Marienkrönung durch die Dreifaltigkeit. Das Bild ist eine Leihgabe der Stiftung Preußischer Kulturbesitz.